# Urtica rubricaulis
Urtica rubricaulis är en nässelväxtart som beskrevs av Johan Baptist Spanoghe. Urtica rubricaulis ingår i släktet nässlor, och familjen nässelväxter. Inga underarter finns listade i Catalogue of Life.